# Tarlina woodwardi
Espèce
Synonymes
- Gradungula woodwardi Forster, 1955

Tarlina woodwardi est une espèce d'araignées aranéomorphes de la famille des Gradungulidae.

## Distribution
Cette espèce est endémique du Queensland en Australie. Elle se rencontre sur le plateau de Lamington.

## Description
La carapace de la femelle juvénile holotype mesure 2,36 mm de long sur 1,76 mm et l'abdomen 2,91 mm de long sur 1,98 mm.
Le mâle décrit par Forster, Platnick et Gray en 1987 mesure 8,20 mm.

## Systématique et taxinomie
Cette espèce a été décrite sous le protonyme Gradungula woodwardi par Forster en 1955. Elle est placée dans le genre Tarlina par Forster, Platnick et Gray en 1987.

## Étymologie
Cette espèce est nommée en l'honneur de Thomas Emmanuel Woodward.

## Publication originale
- Forster, 1955 : « A new family of spiders of the sub-order Hypochilomorphae. » Pacific Science, vol. 9, no 3, p. 277-285 (texte intégral).